# IC 243
IC 243 ist eine Balken-Spiralgalaxie vom Hubble-Typ SBab im Sternbild Walfisch am Südsternhimmel. Sie ist schätzungsweise 322 Millionen Lichtjahre von der Milchstraße entfernt.
Das Objekt wurde am 29. September 1886 vom US-amerikanischen Astronomen Lewis A. Swift entdeckt.